# Verbo reflexivo
Un verbo reflexivo es aquel que indica que el resultado de la acción realizada por el sujeto de la oración recae en el propio sujeto; dicho de otra manera, el sujeto y el objeto directo de la oración tienen el mismo referente real. Este tipo de verbos son comunes en las lenguas romances y en otra familias, como las lenguas germánicas. Ejemplo en español: Ella se lava, él se viste.
Los verbos recíprocos se pueden considerar como un tipo de verbo reflexivo; son aquellos en los que hay varios referentes reales que son a la vez sujeto y objeto directo, es decir, todos realizan la misma acción sobre el otro o los otros. Ejemplo en español: Nos damos la mano.
En muchas lenguas los pronombres objeto son estrictamente diferentes de los pronombres reflexivos, en español son diferentes solo en tercera persona (se).

## Verbos reflexivos en español
En español los verbos reflexivos se conjugan en todas sus formas con un pronombre personal átono de la serie reflexiva (me, te, se, nos, os), que concuerda en género (masculino o femenino), número (singular, plural) y persona (1ª, 2ª o 3ª persona) con el sujeto, tal como pasa con otros verbos pronominales. Cuando el verbo es reflexivo, el pronombre reflexivo puede ser analizado sintácticamente como el objeto directo de la oración. Los verbos recíprocos tiene la misma forma que los reflexivos y usan los mismos pronombres, la diferencia está en el significado y a veces es imposible distinguirlos salvo por el contexto pragmático; por ejemplo ellos se peinan puede significar tanto que cada uno se peina a sí mismo como que cada uno peina a otro.